# Donatus von Münstereifel

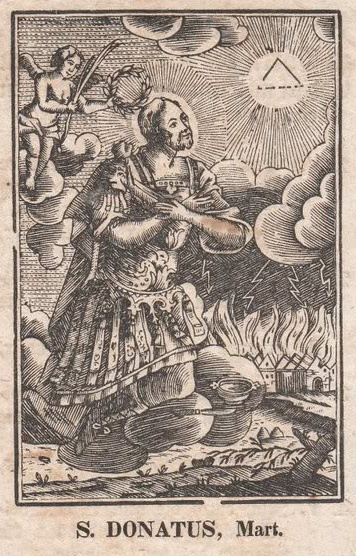
St. Donatus, Stich um 1780

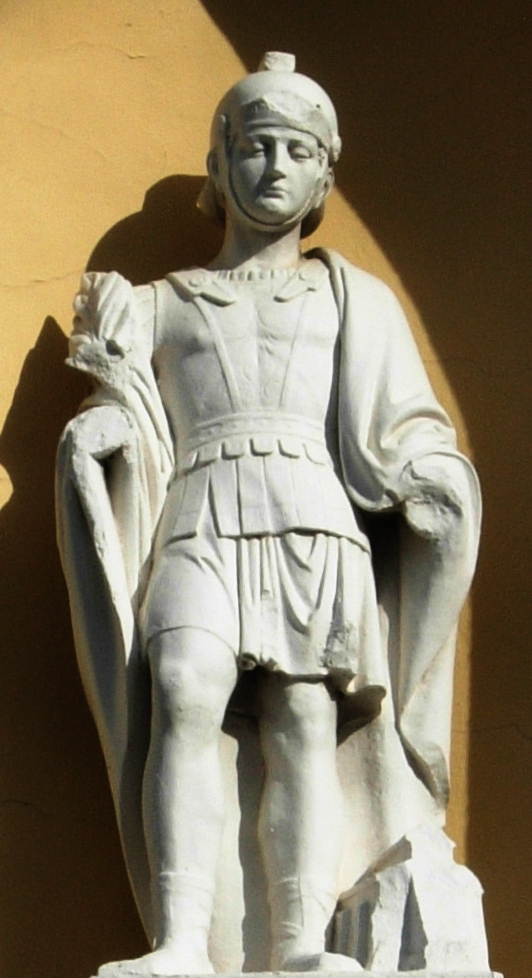
Donatus-Skulptur in Bornheim

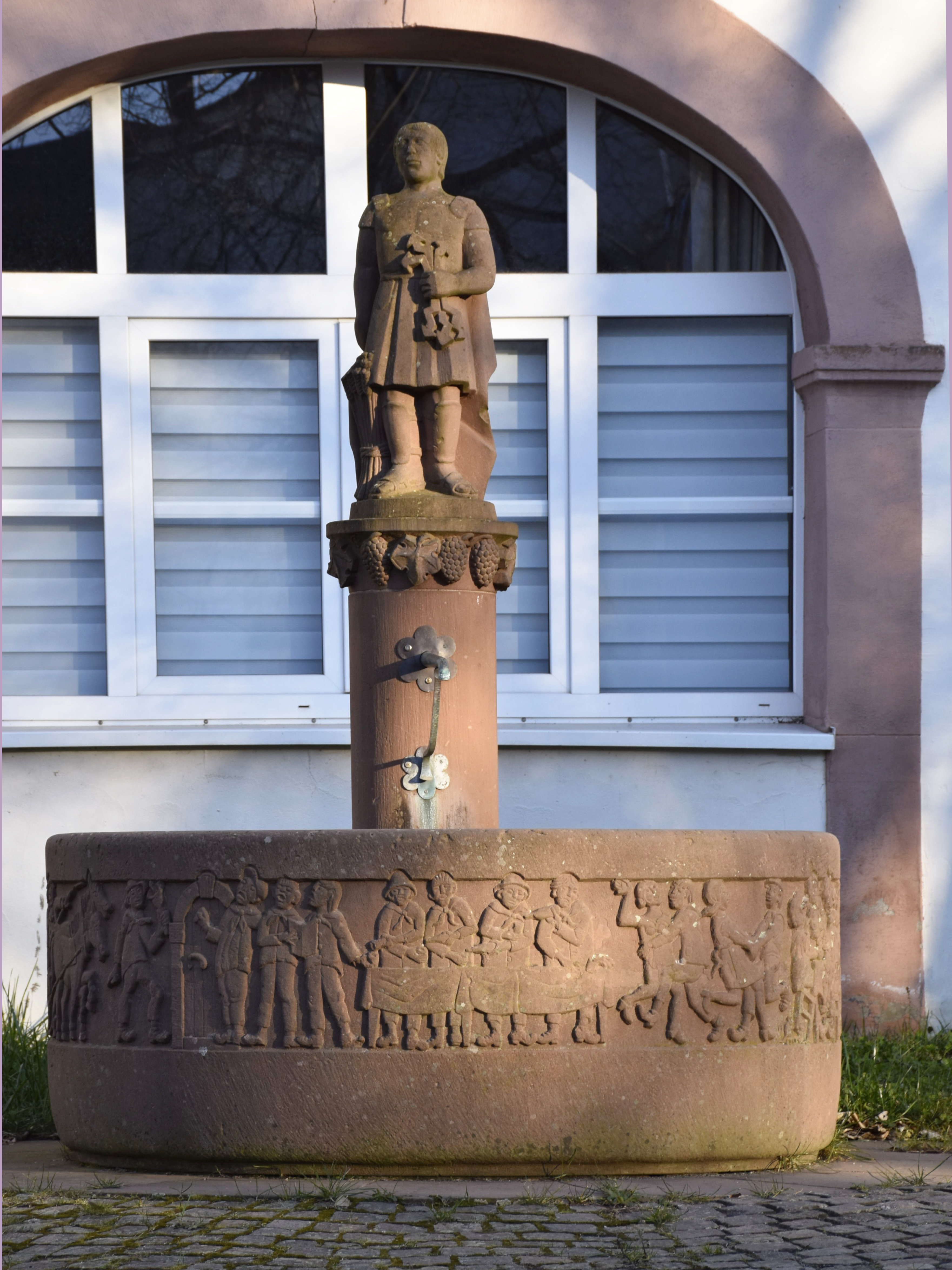
Donatusbrunnen in Kommlingen

Donatus (von Münstereifel) (* um 140 n. Chr. in Rom; † vor 180) war ein römischer Heerführer und wird als katholischer Heiliger verehrt.

## Vita
In einer schweren Krankheit des Vaters Faustus soll sich die Mutter Flaminia an den hl. Gervasius in Mailand um Hilfe gewandt haben. Gervasius sagte ihr die Genesung des Gatten und die Geburt eines Sohnes zu. Faustus wurde gesund, und Flaminia brachte einen Sohn zur Welt, den sie Donatus („der Geschenkte“) nannte. Er wurde von seiner Mutter, die Christin geworden war, im Glauben erzogen.
Mit 17 Jahren wurde Donatus Soldat. Als Heerführer der 12. Legion („Legio Fulminata“) wurde er um 166 in den Markomanneneinfällen an der Donau eingesetzt. In hoffnungsloser Umzingelung und dem Verdursten nahe beteten Donatus und andere christliche Soldaten der melitenischen Legion um Regen. Ein schweres Gewitter zog auf und reichlicher Regen erfrischte Mensch und Tier. Aber die Blitze zerstörten das Lager der Markomannen. Durch das Wunder beeindruckt gelobte Donatus Gott Ehelosigkeit. Der Kaiser Marc Aurel machte ihn zum Oberst der Leibwache. Als Donatus aber wegen seines Gelübdes die Ehe mit Alexandra, der Enkelin des Kaisers, ablehnte, wurde er als Christ entlarvt und zum Tod verurteilt, „weil er die Götter verachte“. Seine Mutter Flaminia bestattete ihn in der Katakombe der hl. Agnes in Rom.
Die Geschehnisse während der Markomannenkriege um das sogenannte Regenwunder sind historisch verbürgt. Die Christen beanspruchten das Wunder für ihren Gott. Die folgenden Ereignisse, so z. B. die geplante Ehe mit der Enkelin des Kaisers, gehören jedoch ausschließlich zur Heiligenlegende.

## Verehrung
1646 wurde das Grab auf Geheiß Papst Innozenz X. geöffnet und die dem heiligen Donatus zugeschriebenen Reliquien wurden der Jesuitenkirche in Münstereifel geschenkt. Am 30. Juni 1652 sollten die Reliquien von Euskirchen nach Münstereifel überführt werden. Der Jesuitenpater Heerde las am Morgen die heilige Messe in der Martinskirche zu Euskirchen. Beim Schlusssegen schlug der Blitz ein. Der Altar und der Pater standen in Flammen. Der Pater rief die Hilfe des hl. Donatus an. Seine  Schmerzen ließen nach, und der Pater konnte den Reliquien, die bereits auf dem Weg nach Münstereifel waren, nachreisen. Dieses Wunder leitete die große Verehrung des hl. Donatus ein. Als Gedenk- und Verehrungstag gilt seither der 30. Juni.
Oft wird Donatus als römischer Soldat mit Palme, Blitz, Getreidegarbe oder Weinstock dargestellt. Zu seinen Attributen gehören häufig auch ein Messer und ein becherartiges Gefäß. Er gilt in der Eifel, im Erzbistum Köln und in Niederösterreich als Patron gegen Unwetter, Blitzschlag, Hagel und Feuersbrunst. Insbesondere Schützenbruderschaften führen ihn im Namen. Noch 1949 wurden in einigen Eifelorten im Sommer „Donatusmessen“ gefeiert – vielleicht als Ersatz für frühere Hagelprozessionen: Seit 1729 hatten nämlich die Jesuiten bei Volksmissionen die (Johannes-)Hagelfeier verteufelt und ihren Hausheiligen Donatus als unübertrefflichen Wetterpatron empfohlen.

## Orte der Verehrung
- St. Donat, Kärnten
- St. Donatus, Iowa, USA (Gründung luxemburgischer Auswanderer)

Kirchen → Donatuskirche
Statuen stehen in:
- Ostbevern (Nordrhein-Westfalen)
- Pravice (Probitz), Tschechien (1753)[2]
- Wintringen (Luxemburg)
- Gronig (Saarland)

Reliquien werden verehrt in:
- Bad Münstereifel, Jesuitenkirche
- Euskirchen, St. Martin
- Weywertz/Belgien, St. Michael
- Luxemburg, Abteikirche Neumünster
- Pintsch, Kiischpelt, Pfarrkirche St. Maximin, Luxemburg[3]